# 무수단 (영화)
"무수단"은 2016년에 개봉한 대한민국의 영화이다. 

## 캐스팅
- 이지아 : 신유화 중위 역
- 김민준 : 조진호 대위 역
- 도지한 : 최철 북측 침투조의 리더 역
- 김동영 : 노일권 병장 역
- 오종혁 : 유철환 중사 역
- 박유환 : 구윤길 하사 역
- 정진 : 박상철 역
- 서현우 : 이현석 중위 역
- 김사권 : 한승호 중사 역
- 이형석 : 특무상사 역
- 김병철 : 작전관 역
- 김구현 : 리호진 특수요원 역
- 이대광 : 무수단 역
- 최영성 : 북한군 박송재 하사 역
- 이형석 : 북한군 특무상사 역
- 윤진욱 : 북한군 중사 1 역
- 박형석 : 북한군 중사 2 역
- 성도현 : 북한군 11군단장교 역
- 김명곤 : 참모장 역 (우정출연)
- 명계남 : 북한군 상장 역 (특별출연)